# Centurion (miasto)
Centurion (dawniej Verwoerdburg) – miasto położone w prowincji Gauteng, w Południowej Afryce. Znajduje się ono pomiędzy Johannesburgiem a Pretorią. 